# Little League World Series 1996
Koordinaten: 41° 13′ 45″ N, 77° 0′ 2″ W
Die Little League World Series 1996 war die 50. Austragung der Little League Baseball World Series, einem internationalen Baseballturnier für Knaben zwischen 11 und 12 Jahren. Gespielt wurde in South Williamsport.
Für die Mannschaft aus Chinesisch-Taipeh war dies für lange Zeit eine der letzten Teilnahmen. Im April 1997 teilten die nationalen Organisatoren Taiwans mit, dass sie keine weiteren Mannschaften an die Little League World Series mehr entsenden, da sie der Meinung waren, dass dieses Turnier nicht mehr mit der nationalen Sportförderung vereinbar sei. Des Weiteren sahen sie sich nicht mehr im Stande die Reglemente der LLWS einzuhalten. Erst 2003 wurde wieder eine Mannschaft entsandt.

## Teilnehmer
| Vereinigte Staaten                | International                                                     |
| --------------------------------- | ----------------------------------------------------------------- |
| Cranston, Rhode Island Region Ost | Dhahran, Saudi-Arabien Region Europa                              |
| Panama City, Florida Region Süd   | Kaohsiung, Chinesisch Taipeh Region Ferner Osten                  |
| Moorpark, Kalifornien Region West | Surrey, British Columbia Region Kanada                            |
| Marshalltown, Iowa Region Zentral | San Isidro Air Base, Dominikanische Republik Region Lateinamerika |

## Ergebnisse
Die Teams wurden in zwei Gruppen eingeteilt. Jeder spielte gegen Jeden in seiner Gruppe, die beiden Ersten spielten gegeneinander den Finalplatz aus.

### Vorrunde

#### Gruppe Vereinigte Staaten
| Platz | Region  | W | L | %     |
| ----- | ------- | - | - | ----- |
| 1.    | Süd     | 3 | 0 | 1.000 |
| 2.    | Ost     | 1 | 2 | 0.333 |
| 3.    | West    | 1 | 2 | 0.333 |
| 4.    | Zentral | 1 | 2 | 0.333 |

| Datum      | Begegnung | Begegnung | Begegnung | Ergebnis |
| ---------- | --------- | --------- | --------- | -------- |
| 19. August | Zentral   | –         | Süd       | 3:6      |
| 19. August | Ost       | –         | West      | 5:1      |
| 20. August | Zentral   | –         | West      | 3:7      |
| 20. August | Süd       | –         | Ost       | 8:6      |
| 21. August | Ost       | –         | Zentral   | 1:6      |
| 21. August | Süd       | –         | West      | 10:2     |

#### Gruppe International
| Platz | Region        | W | L | %     |
| ----- | ------------- | - | - | ----- |
| 1.    | Ferner Osten  | 3 | 0 | 1.000 |
| 2.    | Lateinamerika | 2 | 1 | 0.667 |
| 3.    | Kanada        | 1 | 2 | 0.333 |
| 4.    | Europa        | 0 | 3 | 0.000 |

| Datum      | Begegnung     | Begegnung | Begegnung    | Ergebnis |
| ---------- | ------------- | --------- | ------------ | -------- |
| 19. August | Lateinamerika | –         | Kanada       | 5:1      |
| 19. August | Ferner Osten  | –         | Europa       | 12:3     |
| 20. August | Kanada        | –         | Europa       | 3:2      |
| 20. August | Lateinamerika | –         | Ferner Osten | 0:9      |
| 21. August | Lateinamerika | –         | Europa       | 13:0 (5) |
| 21. August | Kanada        | –         | Ferner Osten | 2:21 (4) |

### Finalrunde
|  | US und Intern. Finale | US und Intern. Finale |                  |     | Weltmeisterschaft | Weltmeisterschaft |
|  |                       |                       |                  |     |                   |                   |
|  | 22. August            |                       |                  |     |                   |                   |
|  | IN2 Lateinamerika     | 1                     |                  |     |                   |                   |
|  | IN1 Ferner Osten      | 7                     |                  |     | 24. August        | 24. August        |
|  |                       |                       | Ferner Osten (5) | 13  |                   |                   |
|  | 22. August            | 22. August            |                  | Ost | 3                 |                   |
|  | US2 Ost               | 6                     |                  |     |                   |                   |
|  | US1 Süd               | 3                     |                  |     |                   |                   |
|  |                       |                       |                  |     |                   |                   |